# Stiaraval
Stiaraval (schottisch-gälisch Stiarabhal) ist ein Hügel auf der schottischen Hebrideninsel Benbecula. Die 54 m hohe Erhebung liegt etwa 3,5 km nordöstlich der Siedlung Griminish, etwa einen Kilometer südlich von Loch Olavat. Trotz der geringen Höhe stellt Stiaraval nach Ruaval die zweithöchste Erhebung auf Benbecula dar. Der Stiaraval liegt im dünnbesiedelten Inneren der Insel, ist mit Gras bewachsen und unbebaut.
Das Kammergrab von Stiaraval (englisch Stiaraval Chambered Cairn) liegt auf dem Südhang des Hügels. Der Zugang befand sich im Südosten und der Gang (von dem nur noch die Nordseite übrig ist) führt zu den Resten einer runden Kammer.